# بييت بوتا
بييت بوتا (بالإنجليزية: Piet Botha)‏ هو لاعب رغبي ‏ وموسيقي جنوب أفريقي، ولد في 18 يوليو 1955 في اتحاد جنوب أفريقيا.

## وصلات خارجية
- الموقع الرسمي
- بييت بوتا على موقع ميوزك برينز (الإنجليزية)